# Chrysozephyrus splendidulus
Chrysozephyrus splendidulus är en fjärilsart som beskrevs av Siuiti Murayama 1965. Chrysozephyrus splendidulus ingår i släktet Chrysozephyrus och familjen juvelvingar. Inga underarter finns listade i Catalogue of Life.